# Openbaring van Abraham
De Openbaring van Abraham is een pseudepigrafische tekst in het jodendom, behorend tot de apocalyptische literatuur. Het thema is de uitverkiezing van Israël en het verbond met God. De tekst is bewaard gebleven in zes manuscripten in het Oudkerkslavisch. 

## Inhoud
De tekst bestaat uit twee delen. De eerste acht hoofdstukken handelen over de jeugd van Abraham en zijn opvatting over afgodendienst. Abraham komt tot de conclusie dat de afgoden die zijn vader vereert geen goden kunnen zijn omdat sommige beelden van die afgoden in steen ineens verwoest worden. Een ander beeld wordt door mysterieuze omstandigheden door vuur vernietigd. Abraham smeekt dan ook God om zich te manifesteren en zich aan hem kenbaar te maken. Hij hoort dan de stem van God die hem opdraagt het huis van zijn vader te verlaten. God draagt hem ook op een offer te brengen, zodat God hem "belangrijke  dingen kan laten zien, die hij nog niet heeft aanschouwd". God zendt de engel Jehoel naar Abraham om hem te onderwijzen hoe het offer op juiste wijze kan worden uitgevoerd. Azazel, een van de gevallen engelen, probeert de uitvoering van het offer te verhinderen. Hij verschijnt in de vorm van een vogel die neerstrijkt op de lichamen van de geofferde dieren. Hij tracht Abraham over te halen deze plaats te verlaten. Abraham weet de verleiding te weerstaan en Jehoel verdrijft Azazel. 
In het tweede deel zendt God de engel Jehoel naar Abraham die hem meeneemt naar de hemel, waar hij zeven openbaringen ontvangt over respectievelijk andere engelen, de troon van God, het firmament, de wereld, de zeven zonden in de wereld en de vernietiging van de Joodse tempel. God vertelt Abraham ook over de eindtijd. Een personage dat in de tekst 'een mens' wordt genoemd zal vanuit de heidense wereld opstaan. Die zal door vele heidenen, joden en Azazel vereerd worden, maar beledigd door andere joden. Er zullen tien plagen volgen en uiteindelijk zal de 'uitverkorene' (de messias) gezonden worden om de vijand te bestrijden en over de heidenen en de kwaden te oordelen.

## Achtergrond
Een grote meerderheid op het vakgebied is van oordeel dat de oorspronkelijke tekst in het Hebreeuws en in Palestina geschreven moet zijn in de periode tussen de vernietiging van de tempel (70 n.Chr.) en het midden van de tweede eeuw. Epiphanius (ca. 315- 403)  meldt in zijn werk  Panarion het bestaan van een Openbaring van Abraham bij de sethianen, hoewel er twijfel is op het vakgebied of het dan over deze tekst handelt. In de Pseudo-Clementijnse roman (begin vierde eeuw, maar gebaseerd op vroeger materiaal) wordt de openbaring ook vermeld en bedoelt duidelijk deze tekst. 
Het genre van pseudepigrafische teksten had in de eerste eeuwen van de jaartelling een grote populariteit in de joodse literatuur. De hoofdpersonen in die teksten zijn personages uit de Hebreeuwse Bijbel en het verhaal is meestal voor een deel een vorm van een navertelling van vooral een deel van Genesis. Veel van deze oorspronkelijk joodse teksten hebben na enige tijd een aantal christelijke bewerkingen gekregen. In deze tekst zijn de bewerkingen gedaan door een aantal Slavische auteurs. Die bewerkingen moeten in de elfde en twaalfde eeuw hebben plaatsgevonden. 
Een aantal Slavische bewerkingen vertonen gnostische invloeden. In een aantal bewerkingen wordt de God van Abraham een God van het Kwaad genoemd. Die bewerkingen zijn waarschijnlijk verricht door bogomielen, een beweging die sinds de tiende eeuw in het gebied van het huidige Bulgarije aanwezig was. 

## Theologische aspecten
God is in de tekst de eeuwige God die Abraham en zijn afstammelingen zal beschermen. Hij is de schepper van alles en verkoos Israël boven alle andere volkeren en naties. De vernietiging van de tempel werd veroorzaakt door het verzaken van Israël en enkele opportunistische leiders van het verbond met God. Uiteindelijk zal God echter Israël de overwinning geven over zijn vijanden.
Net zoals in veel nadere pseudepigrafische literatuur van de Hebreeuwse Bijbel speelt de hiërarchie van engelen een belangrijke rol in het verhaal. De belangrijkste engel is Jehoel, de engel van God. Hij beschermt Abraham en geeft hem kracht. Azazel is de voornaamste van de gevallen engelen. Hij heeft macht op de aarde. Zijn kracht is echter beperkt, omdat God hem niet toestaat de rechtvaardigen te verleiden. Hij slaagt niet in zijn poging het offer van Abraham te verhinderen. Er is kwaad in deze wereld, maar het is niet onvermijdelijk. God heeft uiteindelijk de gehele controle  over de wereld en staat niet toe dat de lichamen van de rechtvaardigen in handen blijven van Azazel. Uiteindelijk zal Azazel verbannen worden.  